# Shell Grotto
La Shell Grotto, la grotte aux coquillages, est une cavité souterraine incurvée et ornée de coquillages. Elle est située à Margate, dans le Kent. 
Presque toute la surface des murs et du plafond est recouverte de mosaïques entièrement constituées de coquillages, totalisant environ 190 mètres², soit environ 4,6 millions de coquillages. Elle est découverte en 1835, mais son âge et son but restent inconnus. La grotte a le grade I des Monuments classés et est ouverte au public.

## Description
La Shell Grotto se compose d'un passage souterrain, d'environ 2,4 mètres de haut et 21 mètres de longueur, se terminant par une salle rectangulaire, dénommée la chambre de l'Autel, mesurant environ 5 x 6 mètres.
La cavité est entièrement souterraine. Des marches grossièrement taillées dans la craie à l'extrémité supérieure conduisent à un passage d'environ 1,07 mètre de large, qui serpente dans la roche jusqu'à atteindre une arche. À partir de là, les murs et le toit sont couverts d'une mosaïque constituée de coquillages. L'arche mène à une colonne centrale circulaire, nommée la Rotonde, rejoignant l'autre côté du Dôme — une arborescence augmentant la surface, permettant une certaine lumière du jour dans la structure. Le plan du soubassement de la coupole est triangulaire, équilatéral, avec une arche au centre, de chaque côté. Les deux arches sur les côtés sont celles qui mènent à la Rotonde, tandis que l'arche à la base mène au Passage Sinueux. Ce passage, aux murs et aux voutes incurvés courbes est riche en mosaïques de conception variée. À la fin du Passage Sinueux, une arche conduit à la Chambre Rectangulaire. La décoration prend un caractère plus formel et géométrique, mais toujours finement dessiné et exécuté. Les sujets sont les étoiles et le soleil principalement. Le point focal, l'«autel» est la niche en forme d'arc de cercle qui fait face à l'arche d'entrée.
Le but de la structure est inconnu, et diverses théories ont daté sa construction à tout moment dans les 3 000 dernières années, si ce n'est plus : folie d'un homme riche au XVIIIe ou XIXe siècle, calendrier astronomique préhistorique, création des Templiers, des francs-maçons, construction des Phéniciens, des Pythagoriciens / cabalistes orientaux, édifice funéraire construit par anciens Crétois, civilisation mexicaine qui vivait voici environ 12.000 ans... et cela continue.
Les coquillages les plus fréquemment utilisés tout au long de la mosaïque - moules, coques, bulots, patelles, pétoncles et huîtres - sont en grande partie locaux. Ils auraient été trouvés en nombre suffisant à partir de quatre baies possibles : Walpole Bay en Cliftonville, Pegwell Bay, surtout à Shellness Point, Cliffsend, près de Richborough, Sandwich Bay, Shellness et sur l'île de Sheppey. La majorité de la mosaïque est formée à partir de bigorneau plat, qui est utilisé pour créer le remplissage de fond entre les créations. Toutefois, ce coquillage ne se trouve que rarement au niveau local, de sorte qu'il aurait été ramassé près des rives ouest de Southampton, où il est abondant.
Le liant permettant de faire tenir les coquillages à la paroi et entre eux est une colle à base de poisson. 
Un musée, attaché à la grotte, comprend un magasin de souvenirs et un café.

## Histoire
Les récits sur l'histoire de la grotte sont contradictoires, bien que la plupart s'accordent sur la date de 1835 où James Newlove et son fils en creusant une mare pour les canards auraient fait la découverte. La première référence à la Shell Groto paraît dans un article de la Gazette du Kentish du 22 mai 1838, annonçant sa prochaine ouverture comme attraction pour le public.
Elle est demeurée une propriété privée depuis sa découverte. 
En 1932, un nouveau propriétaire a repris la Grotte. Il remplace l'éclairage au gaz, qui, au cours des quatre-vingt dix années précédentes, a noirci la surface des coquillages colorés, par un éclairage électrique. Des essais de nettoyage montrent que, en majorité, les coquilles ont perdu leur couleur sous la saleté et sont de couleur blanche. La structure a également subi les effets de la pénétration de l'eau, mais a été retirée de la liste des bâtiments en péril en 2012 à la suite d'un programme de conservation de cinq ans, mené en partenariat avec English Heritage. Un plan de remplacement des mosaïques endommagées — le projet Cocarde — a été lancé en 2012.
Les Amis de la Grotto Shell
Constituée en 2008, c’est une association sans but lucratif créée pour promouvoir, conserver et préserver la grotte comme un monument historique unique.